# Musée de la bière Cardinal
 (mai 2021).
Si vous disposez d'ouvrages ou d'articles de référence ou si vous connaissez des sites web de qualité traitant du thème abordé ici, merci de compléter l'article en donnant les références utiles à sa vérifiabilité et en les liant à la section « Notes et références ».
Le Musée de la bière Cardinal est un musée situé à Fribourg, en Suisse. Installé dans les anciennes caves de garde de la brasserie Cardinal, le musée retrace l'histoire de la bière en général et de la marque de bière Cardinal en particulier.

## Visite de la brasserie
Le passage au musée peut être complété par une visite de la brasserie Cardinal.